# Englische Frauen-Cricket-Nationalmannschaft
Die englische Frauen-Cricket-Nationalmannschaft (englisch England women's cricket team, abgekürzt England Women oder England W) vertritt England und Wales als Frauen-Nationalmannschaft auf internationaler Ebene in der Sportart Cricket. Sie ist Vollmitglied im International Cricket Council (ICC) und damit berechtigt WTests gegen andere Vollmitglieder auszutragen. Das Team wird vom Verband England and Wales Cricket Board (ECB) geleitet und bestritt im Jahr 1934 ihren ersten WTest.
England bestritt im Dezember 1934 gegen Australien den ersten WTest in der Geschichte des internationalen Cricket. Wie im Test Cricket der Männer sind das wichtigste Ereignis die Serien gegen Australien, bei der um die bekannteste Trophäe im internationalen Cricket, The Women’s Ashes, gespielt wird. Der Mannschaft gelang es in der Vergangenheit, vier Cricket World Cups (1973, 1993, 2009 und 2017) und ein Mal den T20 World Cup (2009) zu gewinnen. Sechs ehemalige englische Spielerinnen wurden in die ICC Cricket Hall of Fame aufgenommen.

## Geschichte

### Ursprünge
Cricketspiele zwischen Frauen sind in England seit Mitte des 18. Jahrhunderts dokumentiert, unter anderem 1745 zwischen Bramley Maids und Hambledon Maids in Guildford. Das erste Spiel zwischen Counties fand im Oktober 1811 zwischen Surrey und Hampshire statt. Der erste Cricket-Club für Frauen, White Heather Club, wurde 1887 in Yorkshire gegründet. Im Jahr 1926 wurde die Women’s Cricket Association gegründet, die fortan das Frauen-Cricket in England organisierte.

### Vor dem Zweiten Weltkrieg

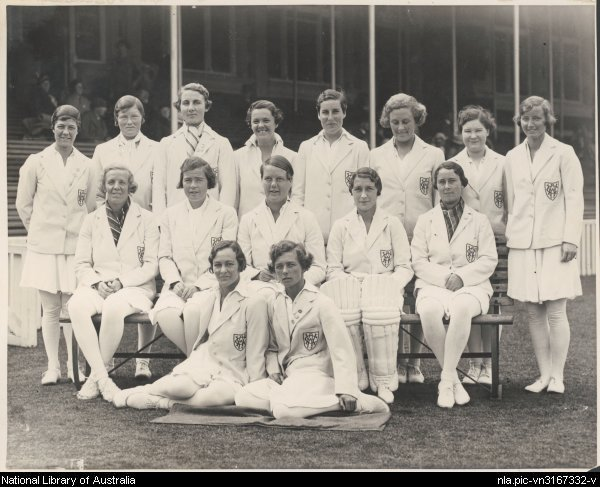
Englisches Team aus der Tour in Australien 1934/35.

Im Jahr 1934 wurde der englische Verband nach Australien eingeladen, die drei Jahre zuvor ihren eigenen Cricket-Verband gegründet hatten. Die teilnehmenden Frauen mussten Kosten von 80 GBP für die sechsmonatige Tour selbst aufbringen. Auch durften keine verheirateten Frauen an der Tour teilnehmen, da es für sie nicht angebracht erschien so lange von zu Hause fernzubleiben. Das Team brach im Oktober 1934 zur Schiffsreise auf und spielte seinen ersten WTest ab dem 28. Dezember 1934 gegen Australien, den sie mit 9 Wickets gewannen. Herausragende Spielerin war Myrtle Maclagan, die im zweiten Spiel mit 119 Runs auch den ersten Century für England erzielte. Die Drei-Spiele-Serie konnten sie dann mit 2–0 für sich entscheiden und auch der WTest in Neuseeland konnte gewonnen werden.
Im Sommer 1937 kam Australien nach England und Molly Hide übernahm die Rolle der Kapitänin, die sie bis 1954 behalten sollte. Bei der Tour verlor England den ersten WTest, und die Tour endete 1–1 unentschieden. Der Erfolg dieser Touren führte dazu, dass die kommende Tour in Australien im Winter 1939/40 stattfinden sollte und das englische Team hatte schon seine Spielerinnen nominiert, jedoch kam es auf Grund des Ausbruchs des Zweiten Weltkrieges nicht mehr zur Abreise.

### Nachkriegsjahre
Die erste Tour nach dem Krieg fand im Winter 1948/49 wieder in Australien und Neuseeland statt und beinhaltete vier Spielerinnen die auch vor dem Krieg schon WTests absolvierten. Auf der im Oktober begonnenen Anreise auf einem überfüllten Ozean-Liner bestritten sie eine Partie gegen eine All Ceylon XI in Colombo und insgesamt bestritten sie auf der Tour neben den vier WTests auch 30 Tour Matches. Neben diesen Spielen hatten die Spielerinnen auch zahlreiche soziale Verpflichtungen, die nach einem Monat reduziert wurden, nachdem sie für das Team zur Belastung wurden. In Australien verlor das Team den ersten WTest und so auch die Serie und die Ashes, während man in Neuseeland den WTest gewinnen konnte. Im Mai kamen sie nach sieben Monaten wieder zurück nach England.
Nachdem die Ashes 1951 1–1 unentschieden geendet hatte, kam Neuseeland im Sommer 1954 erstmals nach England und man gewann die WTest-Serie 1–0. Erst 1957/58 konnte man wieder eine Tour auf die Südhalbkugel organisieren, wobei keiner der insgesamt sechs WTests in Neuseeland und Australien mit einem Ergebnis endete. In der Saison 1960/61 reiste man erstmals für eine WTest-Serie nach Südafrika und konnte diese 1–0 gewinnen. Im Jahr 1963 konnte man das letzte Spiel der Drei-Spiele-Serie gegen Australien gewinnen, vor allem da Kapitänin Mary Duggan neben einem Century (101* Runs) im ersten Innings insgesamt 7 Wickets (4/42 und 3/40) errang. Damit konnte England erstmals nach dem Krieg die Ashes wieder zurückerobern. Durch ein siegloses unentschieden konnte man diese auch 1968/69 in Australien verteidigen.
Mit dem Women’s Cricket World Cup 1973 wurde die Zeit der Women’s One-Day Internationals eingeläutet. Unter Kapitänin Rachael Heyhoe-Flint konnten sie sich im Finale gegen Australien durchsetzen und so den ersten Weltmeisterschaftstitel erringen. In der Folge konnten sie noch einmal die Ashes 1976 gewinnen, bevor eine längere Durststrecke gegen die Australierinnen eintrat. So verlor man gegen sie die nächsten drei World Cups jeweils das Finale (1978, 1982, 1988) und bei den Ashes sollte man sechs Mal an der Rückeroberung scheitern und bis zur Ausgabe 2002/03 sich nur ein Remis sichern (1998). Gegen andere Gegner war das Team erfolgreicher. So endete die WODI-Serie gegen die West Indies 1979 unentschieden und gegen Neuseeland 1984 und Indien 1986 konnte man deutlich gewinnen.

### Auf dem Weg zur Professionalisierung
Beim World Cup 1993 auf heimischen Boden konnte man unter Karen Smithies dann gegen Neuseeland wieder den Titel erringen, wodurch das Frauen-Cricket in England viel an Bekanntheit gewann. In der Folge verlor man WODI-Serie in und gegen Indien, sowie gegen Neuseeland und konnte 1997 und 2000 nicht das Finale beim World Cup erreichen. Im Jahr 1998 wechselte die Aufsicht über das Frauen-Cricket von der Women’s Cricket Association zum ECB, was die Organisation deutlich professionalisierte. Dieses änderte auch das Moment als man im Sommer 2002 gegen Indien unter Kapitänin Clare Connor gewann und daran anschließend auch Serien gegen Südafrika (2003, 2003/04 und 2004/05) und Neuseeland (2004) für sich entscheiden konnte. Jedoch scheiterte man erneut beim Women’s Cricket World Cup 2005 im Halbfinale gegen Australien. Im Sommer 2005 konnte man dann erstmals wieder die Ashes gegen Australien gewinnen.

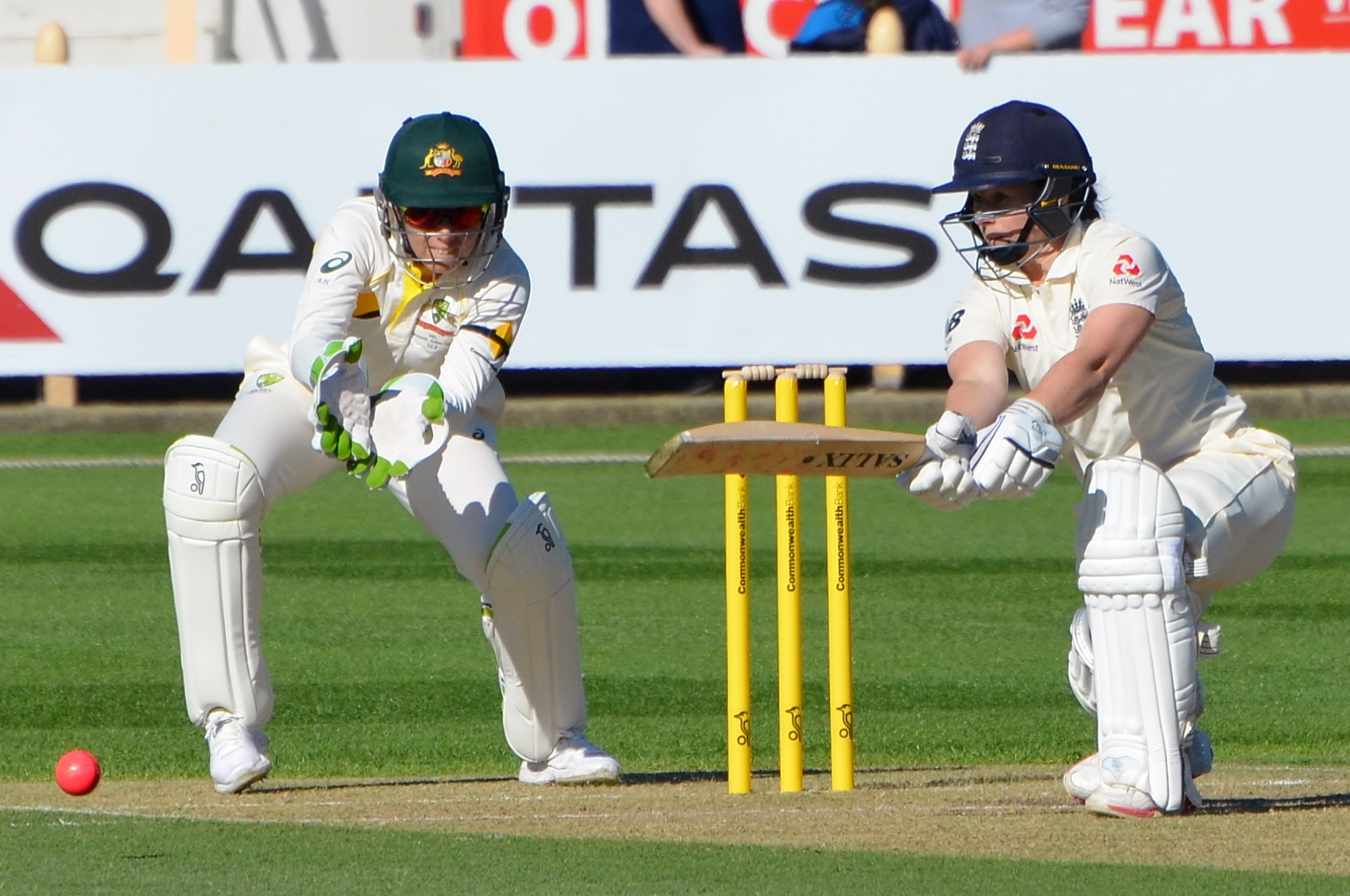
WTest Match im Jahr 2017 im North Sydney Oval.

Im Anschluss daran übernahm Charlotte Edwards die Kapitänsrolle. Unter ihr konnte man den Women’s Cricket World Cup 2009 in Australien gewinnen genauso wie den erstmals ausgetragenen ICC Women’s World Twenty20 2009 auf heimischen Boden. Auch hatte man zuvor die Ashes zwei Mal (2007/08 und 2009) verteidigen können. Diese verlor man jedoch 2010/11 wieder und scheiterte beim World Twenty20 2012 und 2014 gegen Australien jeweils im Finale. Beim Women’s Cricket World Cup 2013 erreichte man den dritten Platz und konnte in der Folge die Ashes 2013 und 2013/14 für sich entscheiden. Ab 2014 folgten dann auch die ersten zentralen Verträge des englischen Verbandes für die Spielerinnen.
Ab 2016 übernahm Heather Knight die Kapitänsrolle. Größter Erfolg war dann zunächst der Gewinn des Women’s Cricket World Cup 2017 als man im Finale gegen Indien gewann. Den ICC Women’s World Twenty20 2018 verlor man im Finale gegen Australien und auch bei den Ashes hatte man seit 2015 das nachsehen gegen sie (2017/18, 2019, 2021/22). Es folgte auch eine Finalniederlage gegen das australische Team beim Women’s Cricket World Cup 2022. Beim ICC Women’s T20 World Cup 2023 scheiterte man dann an Gastgeber Südafrika im Halbfinale.

## Organisation
Das England and Wales Cricket Board (ECB) ist verantwortlich für die Organisation des Cricket in England und Wales sowie die englische Cricket-Nationalmannschaft. Das ECB wurde am 1. Januar 1997 gegründet und vertritt England und Wales beim International Cricket Council (ICC). Das ECB ist bei der Nationalmannschaft neben der Aufstellung des Teams verantwortlich für den Kartenverkauf, der Gewinnung von Sponsoren und der Vermarktung der Medienrechte. Der Verband ist außerdem verantwortlich für die Durchführung von WTest-, WODI- und WTwenty20-Serien gegen andere Nationalmannschaften sowie die Organisation von Heimspielen und -turnieren.
Kinder und Jugendliche werden bereits in der Schule an den Cricketsport herangeführt und je nach Interesse und Talent beginnt dann die Ausbildung. Wie andere Cricketnationen verfügt England über eine U-19-Nationalmannschaft, die an der entsprechenden Weltmeisterschaft teilnimmt.

## Spielerinnen

### Bekannte Spielerinnen

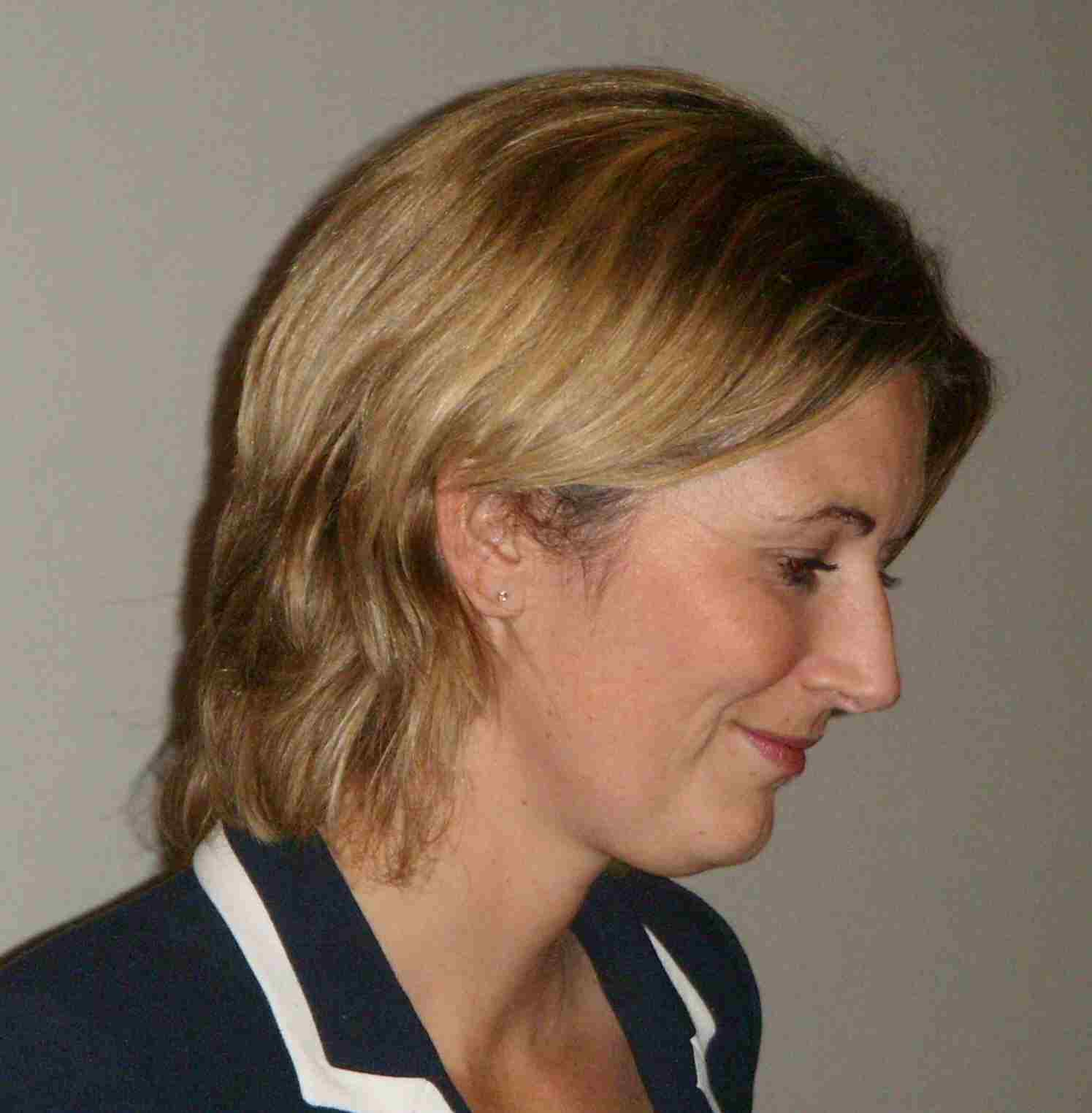
Charlotte Edwards (2009)

Sechs ehemalige englische Spielerinnen wurden aufgrund ihrer herausragenden Leistungen in die ICC Cricket Hall of Fame aufgenommen:
| Spielerin            | Position             | Aufnahme |
| -------------------- | -------------------- | -------- |
| Rachael Heyhoe Flint | Batter               | 2010     |
| Enid Bakewell        | All-rounder          | 2012     |
| Claire Taylor        | Wicket-Keeper-Batter | 2018     |
| Jan Brittin          | All-rounder          | 2021     |
| Charlotte Edwards    | Batter               | 2022     |
| Sarah Taylor         | Wicket-Keeper-Batter | 2025     |

### Spielerstatistiken
Insgesamt haben für England 170 Spielerinnen WTests, 153 Spielerinnen WODIs und 68 Spielerinnen WTwenty20s gespielt. Im Folgenden sind die Spielerinnen aufgeführt, die für die englische Mannschaft die meisten Runs und Wickets erzielt haben.

#### Runs
| WTest                 | WTest                 | WTest                 | WTest                 | WODI                  | WODI                  | WODI                  | WODI                  | WTwenty20             | WTwenty20             | WTwenty20             | WTwenty20             |
| Spielerin             | Zeitraum              | WTests                | Runs                  | Spielerin             | Zeitraum              | WODIs                 | Runs                  | Spielerin             | Zeitraum              | WTwenty20             | Runs                  |
| --------------------- | --------------------- | --------------------- | --------------------- | --------------------- | --------------------- | --------------------- | --------------------- | --------------------- | --------------------- | --------------------- | --------------------- |
| Janette Brittin       | 1979–1998             | 27                    | 1.935                 | Charlotte Edwards     | 1997–2016             | 191                   | 5.992                 | Danni Wyatt-Hodge     | 2010–heute            | 178                   | 3.335                 |
| Charlotte Edwards     | 1996–2015             | 23                    | 1.676                 | Tammy Beaumont        | 2009–heute            | 132                   | 4.528                 | Natalie Sciver-Brunt  | 2013–heute            | 137                   | 2.960                 |
| Rachael Heyhoe Flint  | 1960–1979             | 22                    | 1.594                 | Sarah Taylor          | 1998–2011             | 126                   | 4.101                 | Charlotte Edwards     | 2004–2016             | 095                   | 2.605                 |
| Carole Hodges         | 1984–1992             | 18                    | 1.164                 | Natalie Sciver-Brunt  | 2013–heute            | 121                   | 4.092                 | Heather Knight        | 2010–heute            | 132                   | 2.331                 |
| Enid Bakewell         | 1968–1979             | 12                    | 1.078                 | Sarah Taylor          | 2006–2019             | 126                   | 4.056                 | Sarah Taylor          | 2006–2019             | 090                   | 2.177                 |
| Stand: 9. August 2025 | Stand: 9. August 2025 | Stand: 9. August 2025 | Stand: 9. August 2025 | Stand: 9. August 2025 | Stand: 9. August 2025 | Stand: 9. August 2025 | Stand: 9. August 2025 | Stand: 9. August 2025 | Stand: 9. August 2025 | Stand: 9. August 2025 | Stand: 9. August 2025 |

#### Wickets
| WTest                  | WTest                 | WTest                 | WTest                 | WODI                   | WODI                  | WODI                  | WODI                  | WTwenty20              | WTwenty20             | WTwenty20             | WTwenty20             |
| Spielerin              | Zeitraum              | WTests                | Wickets               | Spielerin              | Zeitraum              | WODIs                 | Wickets               | Spielerin              | Zeitraum              | WTwenty20             | Wickets               |
| ---------------------- | --------------------- | --------------------- | --------------------- | ---------------------- | --------------------- | --------------------- | --------------------- | ---------------------- | --------------------- | --------------------- | --------------------- |
| Mary Duggan            | 1949–1963             | 17                    | 77                    | Katherine Sciver-Brunt | 2005–2022             | 141                   | 170                   | Sophie Ecclestone      | 2016–heute            | 101                   | 142                   |
| Myrtle Maclagan        | 1934–1951             | 14                    | 60                    | Jenny Gunn             | 2004–2019             | 144                   | 136                   | Katherine Sciver-Brunt | 2005–2023             | 112                   | 114                   |
| Katherine Sciver-Brunt | 2004–2022             | 14                    | 51                    | Laura Marsh            | 2006–2019             | 103                   | 129                   | Anya Shrubsole         | 2008–2020             | 079                   | 102                   |
| Enid Bakewell          | 1968–1979             | 12                    | 50                    | Sophie Ecclestone      | 2016–heute            | 075                   | 125                   | Natalie Sciver-Brunt   | 2013–heute            | 137                   | 090                   |
| Gillian McConway       | 1984–1987             | 14                    | 40                    | Anya Shrubsole         | 2008–2022             | 086                   | 106                   | Sarah Glenn            | 2019–heute            | 073                   | 089                   |
| Stand: 9. August 2025  | Stand: 9. August 2025 | Stand: 9. August 2025 | Stand: 9. August 2025 | Stand: 9. August 2025  | Stand: 9. August 2025 | Stand: 9. August 2025 | Stand: 9. August 2025 | Stand: 9. August 2025  | Stand: 9. August 2025 | Stand: 9. August 2025 | Stand: 9. August 2025 |

### Mannschaftskapitäninnen
Bisher hat insgesamt 15 Spielerinnen als Kapitänin für England bei einem WTest fungiert, 19 für ein WODI und zehn für ein WTwenty20.
| WTest | WTest                | WTest      | WODI                 | WODI       | WTwenty20            | WTwenty20  |
| Nr.   | Name                 | Zeitraum   | Name                 | Zeitraum   | Name                 | Zeitraum   |
| ----- | -------------------- | ---------- | -------------------- | ---------- | -------------------- | ---------- |
| 1     | Betty Archdale       | 1934–1935  | Rachael Heyhoe-Flint | 1973–1976  | Clare Connor         | 2004–2005  |
| 2     | Molly Hide           | 1937–1954  | Mary Pilling         | 1977–1978  | Charlotte Edwards    | 2006–2016  |
| 3     | Myrtle Maclagan      | 1951       | Susan Goatman        | 1979–1982  | Nicky Shaw           | 2007       |
| 4     | Mary Duggan          | 1957–1963  | Jan Southgate        | 1984–1985  | Jenny Gunn           | 2010–2013  |
| 5     | Cecilia Robinson     | 1957–1958  | Carole Hodges        | 1986–1987  | Heather Knight       | 2016–2025  |
| 6     | Helen Sharpe         | 1960–1961  | Jane Powell          | 1988–1990  | Danielle Hazell      | 2018       |
| 7     | Rachael Heyhoe-Flint | 1966–1976  | Karen Smithies       | 1990–2000  | Natalie Sciver-Brunt | 2021–2025  |
| 8     | Susan Goatman        | 1979       | Helen Plimmer        | 1991–1992  | Amy Jones            | 2022       |
| 9     | Jan Southgate        | 1984–1985  | Ella Donnison        | 1999       | Kate Cross           | 2024       |
| 10    | Carole Hodges        | 1986–1987  | Clare Connor         | 2000–2005  | Tammy Beaumont       | 2025–heute |
| 11    | Helen Plimmer        | 1991–1992  | Aran Brindle         | 2001       |                      |            |
| 12    | Karen Smithies       | 1995–1999  | Charlotte Edwards    | 2005–2016  |                      |            |
| 13    | Clare Connor         | 2001–2005  | Nicky Shaw           | 2007–2010  |                      |            |
| 14    | Charlotte Edwards    | 2005–2015  | Heather Knight       | 2016–2025  |                      |            |
| 15    | Heather Knight       | 2017–heute | Danielle Hazell      | 2016       |                      |            |
| 16    |                      |            | Anya Shrubsole       | 2018       |                      |            |
| 17    |                      |            | Natalie Sciver-Brunt | 2018–heute |                      |            |
| 18    |                      |            | Kate Cross           | 2024       |                      |            |
| 19    |                      |            | Amy Jones            | 2022       |                      |            |

## Bilanz
Die Mannschaft hat die folgenden Bilanzen gegen die anderen Vollmitglieder des ICC im WTest-, WODI- und WTwenty20-Cricket (Stand: 9. August 2025).
| Gegner      | WTests | WTests | WTests | WTests | WTests | WODIs | WODIs | WODIs | WODIs | WODIs | WTwenty20s | WTwenty20s | WTwenty20s | WTwenty20s | WTwenty20s |
| Gegner      | Sp.    | S      | U      | N      | R      | Sp.   | S     | U     | N     | NR    | Sp.        | S          | U          | N          | NR         |
| ----------- | ------ | ------ | ------ | ------ | ------ | ----- | ----- | ----- | ----- | ----- | ---------- | ---------- | ---------- | ---------- | ---------- |
| Australien  | 53     | 9      | 0      | 14     | 30     | 89    | 24    | 1     | 61    | 3     | 45         | 20         | 2          | 22         | 1          |
| Bangladesch | 0      | 0      | 0      | 0      | 0      | 1     | 1     | 0     | 0     | 0     | 4          | 4          | 0          | 0          | 0          |
| Indien      | 15     | 1      | 0      | 3      | 11     | 79    | 41    | 0     | 36    | 2     | 35         | 24         | 0          | 11         | 0          |
| Irland      | 0      | 0      | 0      | 0      | 0      | 20    | 18    | 0     | 2     | 0     | 4          | 3          | 0          | 1          | 0          |
| Neuseeland  | 23     | 6      | 0      | 0      | 17     | 85    | 46    | 1     | 37    | 1     | 40         | 32         | 0          | 8          | 0          |
| Pakistan    | 0      | 0      | 0      | 0      | 0      | 15    | 13    | 0     | 0     | 2     | 18         | 17         | 0          | 1          | 0          |
| Sri Lanka   | 0      | 0      | 0      | 0      | 0      | 20    | 17    | 0     | 1     | 2     | 12         | 10         | 0          | 2          | 0          |
| Südafrika   | 8      | 3      | 0      | 5      | 0      | 46    | 35    | 0     | 10    | 1     | 28         | 23         | 0          | 4          | 1          |
| West Indies | 3      | 2      | 0      | 0      | 1      | 29    | 21    | 0     | 6     | 2     | 32         | 22         | 1          | 9          | 0          |

## Internationale Turniere

### Women’s Cricket World Cup
- 1973: Sieger
- 1978: 2. Platz
- 1982: 2. Platz
- 1988: 2. Platz
- 1993: Sieger
- 1997: Halbfinale
- 2000: 5. Platz
- 2005: Halbfinale
- 2009: Sieger
- 2013: 3. Platz
- 2017: Sieger
- 2022: 2. Platz
- 2025: qualifiziert
- 2029: noch ausstehend

### Women’s T20 World Cup
- 2009: Sieger
- 2010: Vorrunde
- 2012: 2. Platz
- 2014: 2. Platz
- 2016: Halbfinale
- 2018: 2. Platz
- 2020: Halbfinale
- 2023: Halbfinale
- 2024: Vorrunde
- 2026: qualifiziert
- 2028: noch ausstehend